# Платко, Карой
Карой Платко Копилец ((нем. Károly Platko Kopiletz), в испаноязычных странах Карлос Платко (исп. Carlos Platko); 16 июня 1896, Будапешт)) — венгерский тренер.

## Биография
Он родился в семье Пала Платко и Марии Копилец. Его братья, Ференц и Иштван Платко, также были футболистами. 6 мая 1919 года он женился на Марии Эржебет Хеллебранд, дочери Иштвана Хеллебранда и Борбалы Эйзенрайх, в Терезвароше, Будапешт. После смерти жены 10 сентября 1922 года он повторно женился в Терезвароше на Терезии Илоне Мольнар, дочери Мартона Мольнара и Аполлонии Кребс.